# 小山康昭
小山 康昭（こやま やすあき、1951年4月29日 - ）は、琉球放送元アナウンサー。現在フリー。

## 来歴・人物
長野県上伊那郡辰野町出身。明治大学卒業後、1974年琉球放送に入社。アナウンス室長を経て、2011年4月に定年。 後に、キャリアスタッフとして番組など担当。2016年4月で契約期間が満了となり、現在、フリーアナウンサーとして活動している。

## 担当番組
但し書きのないものはRBCiラジオ
現在
なし
過去
- 小山康昭のシャキッとi
- 最新マルチメディア情報
- スポーツ中継（テレビ・ラジオとも担当、番組によってはプロデューサー兼任）
- ご存知!深夜大学
- ナイト・ヤング・メイツ
- 今日も一日お疲れさん
- 団塊花盛り!→プライムエイジ・アワー木曜「小山康昭の今も青春!」
- こんばんは!小山康昭です
- 小山康昭のトリセツな話!
- 聴いた！見た！話した！アナウンサーたちの沖縄復帰 (2022年5月16日）